# Disciphania mexicana
Disciphania mexicana är en tvåhjärtbladig växtart som beskrevs av Arthur Allman Bullock. Disciphania mexicana ingår i släktet Disciphania och familjen Menispermaceae. Inga underarter finns listade i Catalogue of Life.